# Gustav Lüdecke

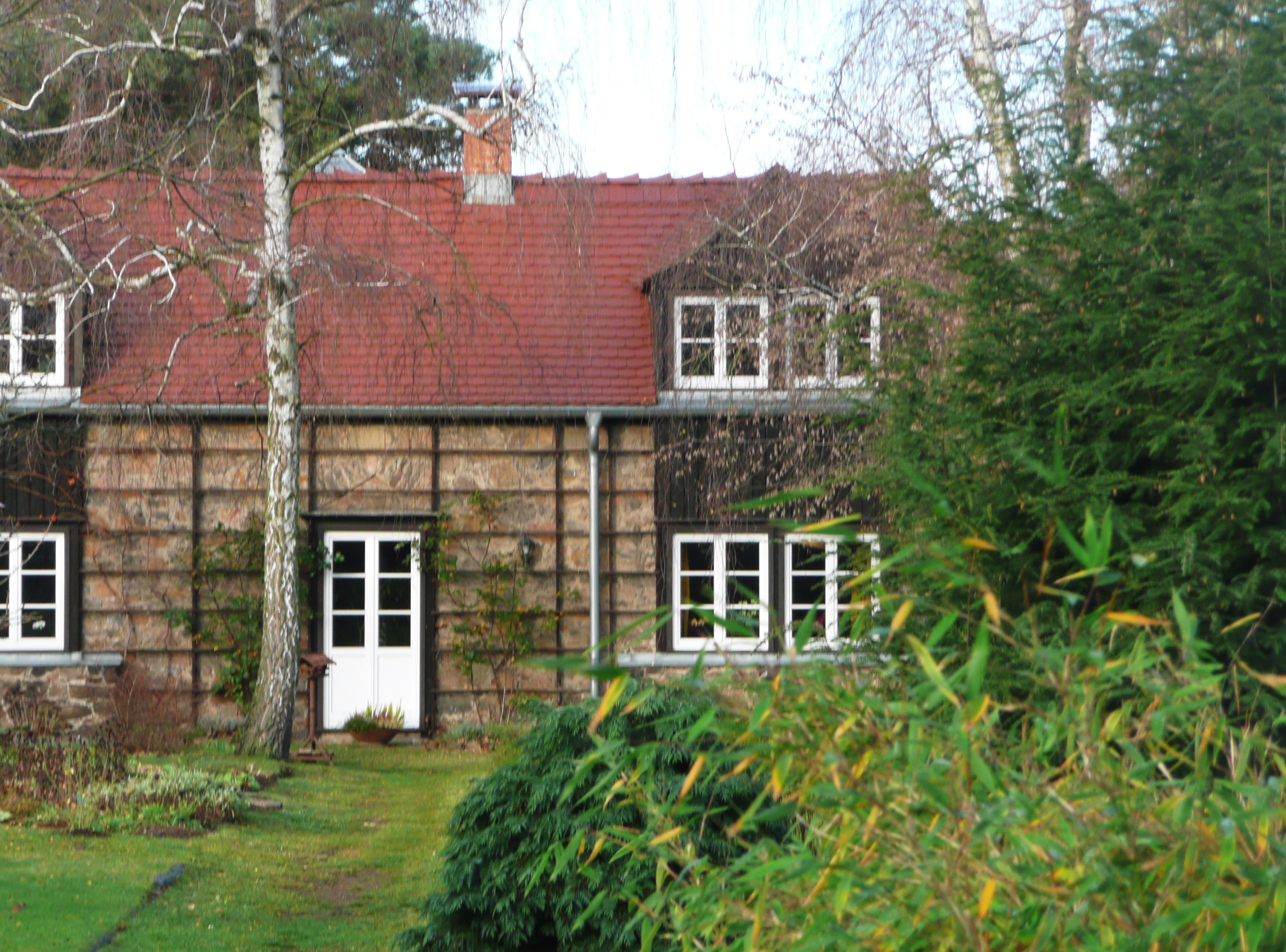
1920/21, Haus Lüdecke, Hellerau, Brunnenweg 18

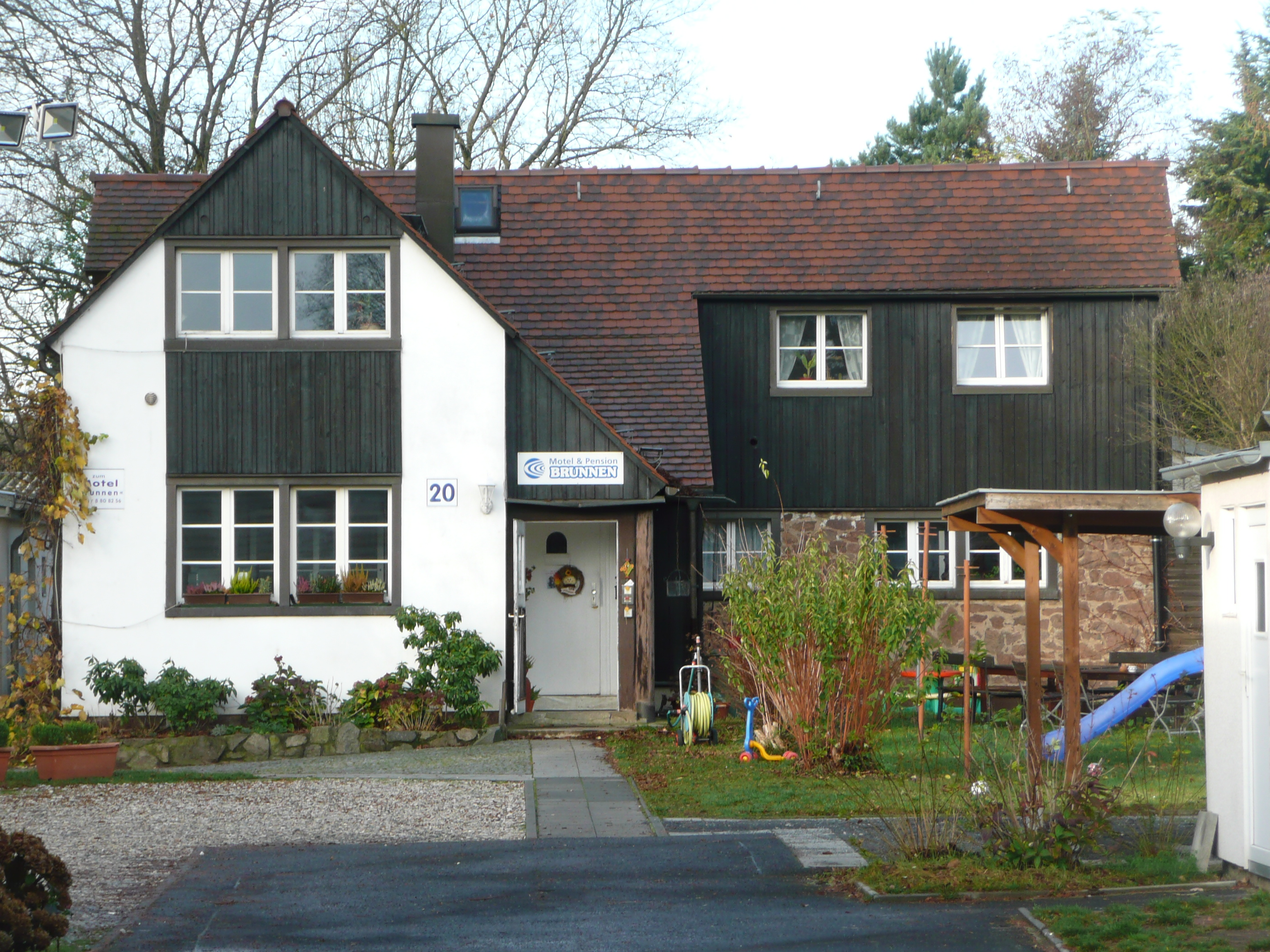
1921, Haus Du Chesne, Hellerau, Brunnenweg 20

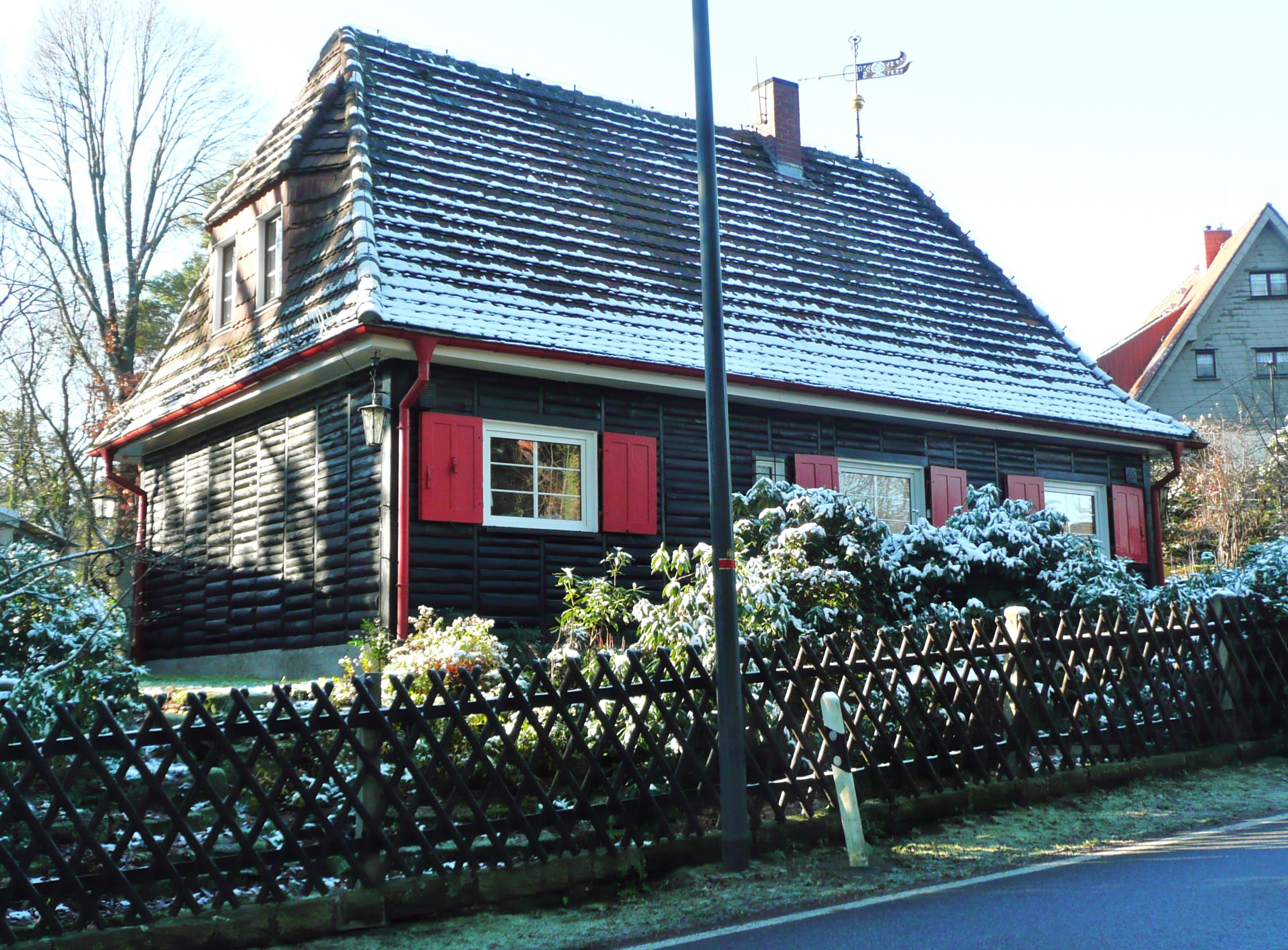
1924, Holzhaus Solveig in Hellerau, Moritzburger Weg 46

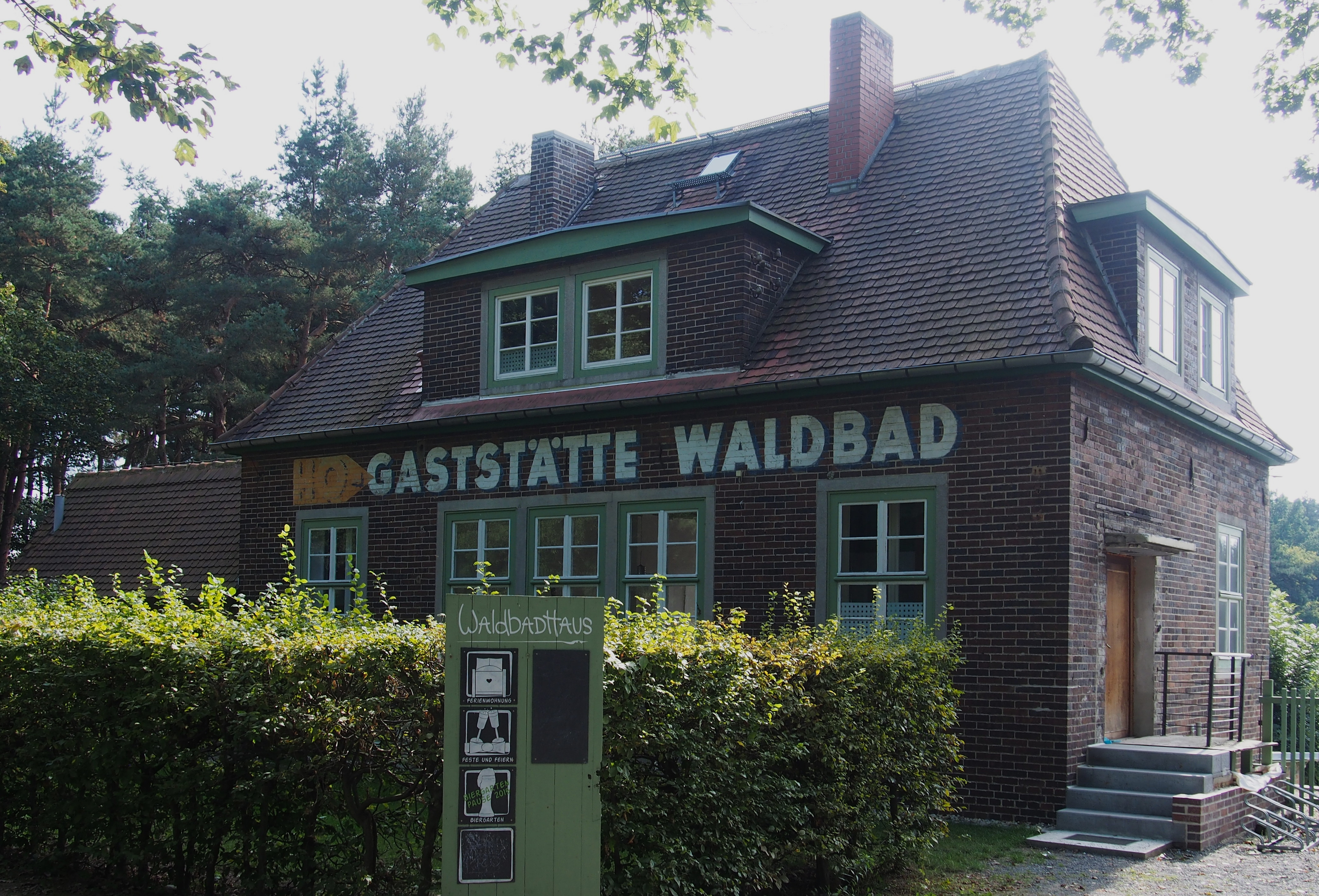
1926, Badewirtschaft Prinz-Hermann-Bad in Lausa (heute: Waldbad Weixdorf)

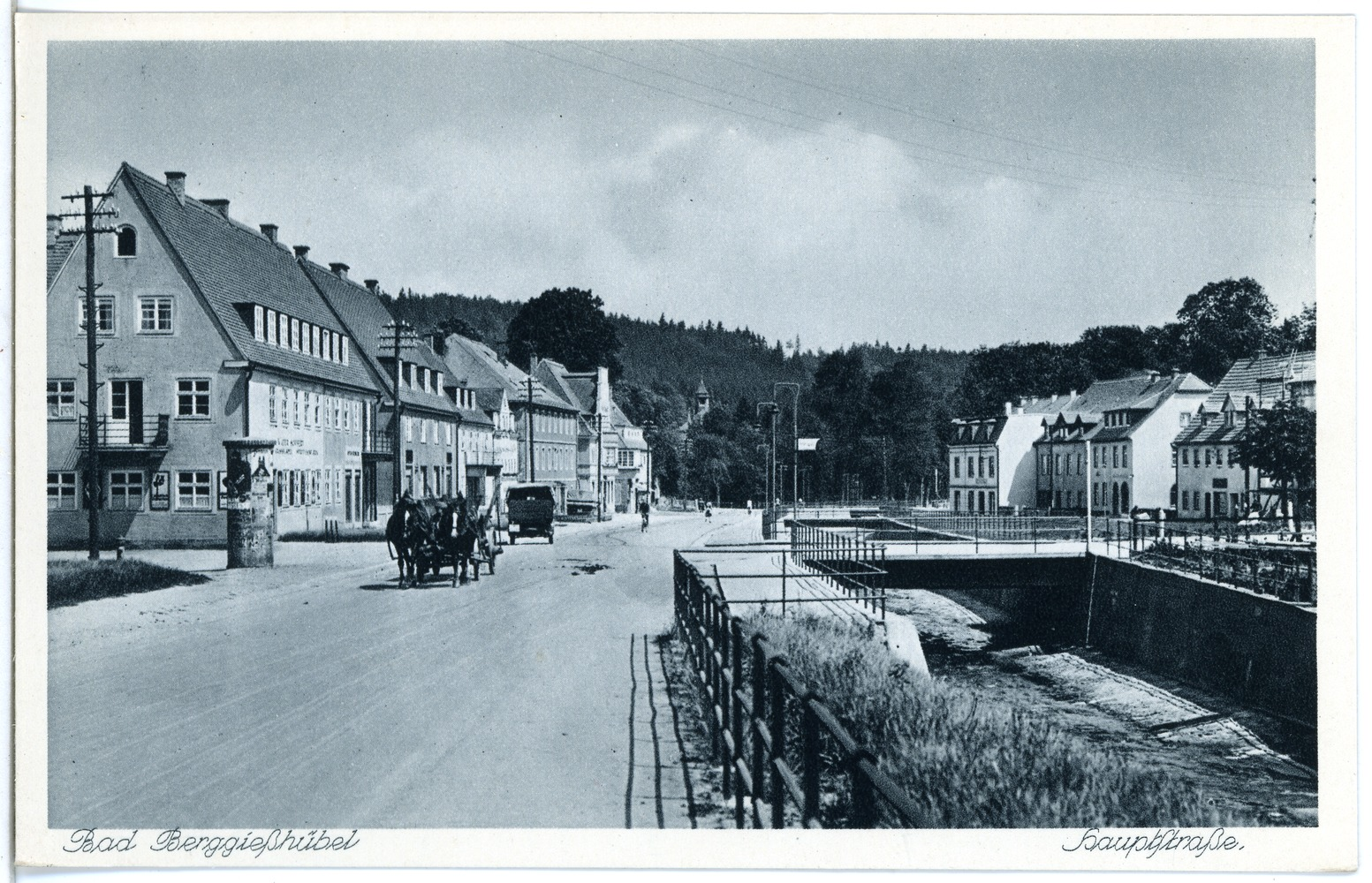
1927, Hauptstraße, Berggießhübel, Westseite (im Bild links) mit den wiederaufgebauten Bürgerhäusern, Aufnahme von 1929

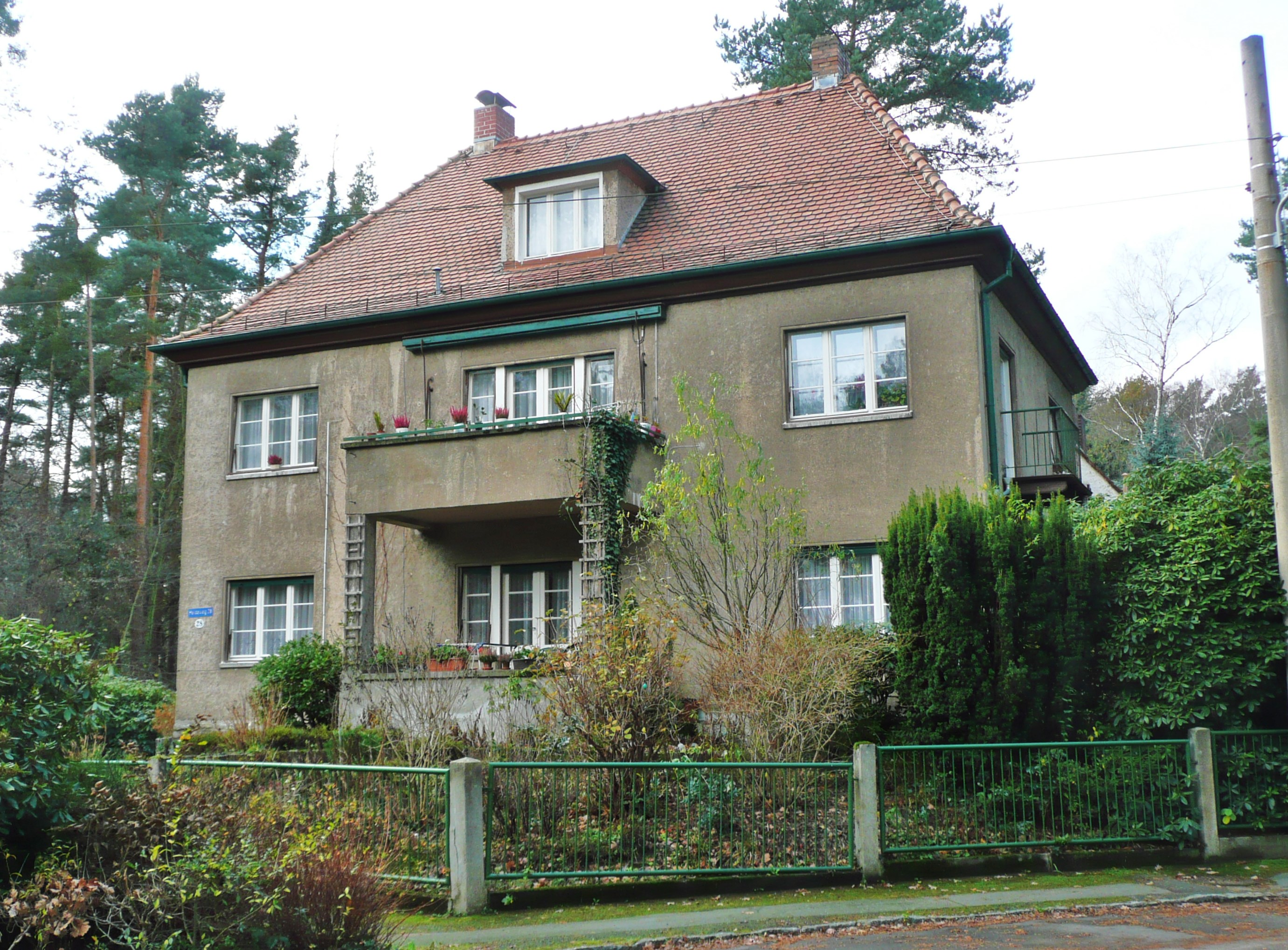
1935, Haus Claarenbeek in Hellerau, Heideweg 28

Gustav Lüdecke (* 9. Januar 1890 in Erfurt; † 22. März 1976 in Wismar) war ein deutscher Architekt. In den frühen Zwanziger Jahren des 20. Jahrhunderts war er einer der erfolgreichsten Architekten in Hellerau. Seine Bauten sind prägend für die Erweiterung der Gartenstadt Hellerau in der Zwischenkriegszeit.

## Leben und Wirken
Gustav Lüdecke wurde in Erfurt als Sohn des Holzbildhauers Fritz Lüdecke geboren und verbrachte dort seine Kindheit und Jugend. Sein jüngerer Bruder war der Zeichner und Bildhauer Karl Lüdecke. Nach dem Abschluss der 2. Erfurter Bürgerschule (1896–1904) begann Lüdecke 1904 seine berufliche Laufbahn mit einer Lehre als Holzbildhauer in der Fabrik des Erfurter Kunstsalons und Ausstellungshauses der Möbelfabrik Ziegenhorn & Jucker, die er 1906 krankheitsbedingt abbrach. Begleitend zur Lehre besuchte er zunächst den Abendunterricht der Kunstgewerbeschule Erfurt, an der er von 1906 bis 1909 dann als ordentlicher Student lernte und die er mit dem „Kunsteinjährigen“ verließ.
Als angestellter Architekt arbeitete Lüdecke ab 1909 nacheinander in drei seinerzeit sehr angesehenen und erfolgreichen Architekturbüros: bei Schilling & Graebner in Dresden (1909–1911), bei Lossow & Kühne in Dresden (1911–1913) und auf Empfehlung bei Hermann Muthesius in Berlin (1913–1914). Für das Dresdner Architekturbüro Stephan & Möbius wurde er 1914 als selbständiger Architekt tätig. Parallel dazu hörte er Vorlesungen an der Technischen Hochschule Dresden, unter anderem bei Martin Dülfer.
Während des Ersten Weltkriegs diente Lüdecke als Artillerist in Frankreich, Rumänien, Russland und auf der Halbinsel Krim. Für seine militärischen Verdienste wurde er mit der königlich sächsischen Friedrich-August-Medaille und dem Eisernen Kreuz II. Klasse ausgezeichnet. Für seine militärischen Verdienste wurde er mit der königlich sächsischen Friedrich-August-Medaille und dem Eisernen Kreuz II. Klasse ausgezeichnet.
Nach Kriegsende kehrte Lüdecke 1918 nach Dresden zurück, ließ sich in Hellerau nieder und machte sich direkt selbständig. Er heiratete 1920 und bekam in den folgenden Jahren fünf Kinder. In Hellerau fand er Kontakt zu Heinrich Tessenow, dem er zeitlebens verbunden blieb. 1921 bezog Lüdecke mit seiner Familie das eigene von ihm geplante Haus am Brunnenweg in Hellerau. Er wurde Vertreter der Arbeitsgemeinschaft für Lebens- und Wirtschaftsreform im Gemeinderat Hellerau.
1922 übernahm Gustav Lüdecke die Bauleitung für das von Heinrich Tessenow entworfene Projekt einer Einfamilienhausgruppe in Hellerau am Moritzburger Weg, im Volksmund „D-Zug“ genannt.
Auf Empfehlung von Hans Poelzig und von Heinrich Tessenow konnte Lüdecke auf der Jahresschau Deutscher Arbeit 1925 in Dresden insgesamt vier Bauprojekte präsentieren. Er machte die Bekanntschaft des russischen Konstruktivisten El Lissitzky und dessen Frau Sophie Lissitzky-Küppers. Lissitzky zeigte sich äußerst beeindruckt von Lüdeckes Projekt „Kopfarbeiterhaus“. Ebenfalls 1925 wurde Lüdecke, wieder auf Empfehlung von Heinrich Tessenow, in den Bund Deutscher Architekten (BDA) berufen.
Im Jahr 1927 betätigte sich Lüdecke als Winterlehrer an der Braunschweigschen Landesbaugewerkschule Holzminden. Die Reichsforschungsgesellschaft für Wirtschaftlichkeit im Bau- und Wohnungswesen (RFG) erteilte ihm in den Jahren von 1928 bis 1930 verschiedene Forschungsaufträge. Auf der Internationalen Hygieneausstellung Dresden 1930 stellte Lüdecke sein Projekt „Haus Südbelichtung“ aus.
Infolge der Berufung für eine Lehrtätigkeit als künstlerischer Leiter der Schlosserabteilung an der Kunstgewerbeschule Erfurt verlegte Lüdecke 1932 seinen Lebensmittelpunkt wieder in seine Heimatstadt Erfurt. Diese Lehrtätigkeit übte er bis 1934 aus. 1933 wurde er Mitglied der Freien Deutschen Akademie für Städtebau und des Kampfbundes für deutsche Kultur. Der BDA wurde 1934 in die Abteilung für Baukunst der Reichskammer der bildenden Künste integriert. Dies verschaffte ihm die gesetzliche Legitimation, seine Tätigkeit als selbstständiger Architekt in Erfurt fortzuführen, die sich über das Ende des Zweiten Weltkriegs hinaus bis 1950 erstreckte. Am 25. Juni 1937 beantragte er die Aufnahme in die NSDAP und wurde rückwirkend zum 1. Mai desselben Jahres aufgenommen (Mitgliedsnummer 4.779.397). Sein Büro befand sich an der Friedrichstraße 13/III (heute Straße des Friedens).
Nach der Scheidung seiner ersten Ehe heiratete Lüdecke 1937 erneut, aus dieser zweiten Ehe gingen vier weitere Kinder hervor. Im Jahr 1940 zog die Familie aufgrund eines Projekts für ein halbes Jahr nach Leutenberg. Von 1941 bis 1942 übernahm Lüdecke die Bauleitung für zwei DAF-Lager (Deutsche Arbeitsfront) für ausländische Arbeiter in Suhl und in Eisenach.
Nach Kriegsende war Lüdecke 1945–1946 als freier Mitarbeiter im Planungsverband der Hochschule für Baukunst und Bildende Künste Weimar bei Toni Miller tätig. Er erarbeitete Entwürfe und Ideen für die Mappe „Grundlage für das ländliche Bauen“. In dieser Zeit wurde er auch Mitglied der KPD und später auch der SED.
In den folgenden Jahren war Lüdecke weiterhin als selbstständiger Architekt tätig. Von 1949 bis 1950 arbeitete er zunächst für das Hochbauamt und die Zweigstelle des Landesprojektierungsbüros in Erfurt. Anschließend wurde er von Hanns Hopp an das Institut für Städtebau und Hochbau des Ministeriums für Aufbau nach Berlin geholt, wo er unter anderem zusammen mit Otto Englberger und Heinz Präßler an der Entwicklung von Typengrundrissen für den zukünftigen Wohnungsbau der Jahre 1951–1953 mitwirkte. Ab 1951 war Lüdecke dann für das Institut für Hoch- und Industriebau an der Deutschen Bauakademie tätig, erneut unter der Leitung von Hopp.
Von 1952 bis 1953 leitete Lüdecke die Abteilung Aufbau beim Rat der Stadt und des Kreises Wismar, wohin er mit seiner Familie den Lebensmittelpunkt verlegte. Anschließend war er von 1953 bis 1960 als Oberreferent beim Rat des Bezirks in der Abteilung Aufbau, im Referat für Stadt- und Dorfplanung, tätig. Zusätzlich übernahm er 1953 bis 1954 kommissarisch das Amt des Hauptarchitekten der Stadt Rostock.
Nach seiner Pensionierung war Lüdecke von 1960 bis 1965 ehrenamtlich als Vertrauensmann für Denkmalpflege beim Rat der Stadt Wismar tätig. 1974 wurde ihm die Schinkelmedaille des BDA der DDR verliehen.

### Gartenstadterweiterung Hellerau
In den frühen Jahren seines Wirkens in Hellerau, bis etwa 1924, widmete sich Lüdecke individuellen Bauten für Selbstversorger, die teilweise von gesellschaftsutopischen Grundsätzen geprägt waren. Diese Bestrebungen waren durchaus zeitgemäß: Der Diskurs der Nachkriegsjahre war in vielen Teilen Deutschlands – insbesondere im intellektuellen Klima Helleraus – von vielfältigen lebensreformerischen Ideen geprägt. Denken und Handeln waren geprägt von der Suche nach einem Leben in praktisch-schaffender Zurückgezogenheit und Selbstversorgung sowie von einer Rückbesinnung auf das Handwerk und die Kleinstadt.
Die Idee der Selbstversorgung durch Siedlergärten spielte eine zentrale Rolle in der Entwicklung der Gartenstadt nach dem Ersten Weltkrieg. Mit Johannes Schomerus, der als Geschäftsführer des Landesverbandes Sachsen für Obst- und Weinanbau sowie als Sächsischer Landwirtschaftsrat tätig war, residierte ab 1920 ein engagierter Verfechter sowohl der Ertragssteigerung intensiv genutzter Gärten als auch des professionellen Obstanbaus zur Selbstversorgung in Hellerau. Er wohnte im ersten Neubau der Lehr- und Mustersiedlung in Hellerau, Am Talkenberg 20, und bewirtschaftete die angrenzende Anbaufläche von etwa 6.000 m² für den Anbau von Obst und Gemüse. Seine Erfahrungen und Überlegungen zum biologisch-dynamischen Gartenbau publizierte er in der seit 1918 halbmonatlich in Dresden erscheinenden Zeitschrift Der Siedler. Diese Zeitschrift avancierte zu einer Art Sprachrohr für die Siedlungsbewegung.
In engem Austausch mit Schomerus und zudem mit einer Gärtnerin verheiratet, machte Lüdecke die Idee des intensiv bewirtschafteten Siedlernutzgartens zur Selbstversorgung zu einem Grundprinzip seiner frühen Planungen in Hellerau. Seine Siedlungshäuser südwestlich des Moritzburger Weges wurden als Einzel- oder Gruppenbauten konzipiert und auf großflächigen, nebeneinanderliegenden Parzellen errichtet. Dieser Typus einer Streusiedlung wies selbstverständlich keinen unmittelbar erkenntlichen städtebaulichen Zusammenhang auf wie die älteren Siedlungsbereiche aus der Anfangszeit der Gartenstadt. Die Grundlage für diese Planung bildete der auf Beschluss der Gartenstadt Hellerau G.m.b.H. erfolgte Verkauf von 115.000 m² bis dahin unbebauten Landes westlich des Moritzburger Weges an eine Gemeinschaft von 40 Siedlern. Entgegen der für Hellerau bisher üblichen Parzellengrößen wurden Grundstücke von mind. 1.000 m² Fläche abgesteckt, der idealen Größe zur Nutzung als Selbstversorgergarten.
Lüdeckes Reformstreben äußerte sich auch in seiner Mitwirkung in der Hellerauer Arbeitsgemeinschaft für Wirtschaftsreform. Diese bemühte sich in den Nachkriegsjahren, die Anregungen der Bodenreform parteiübergreifend auch in alltäglichen Lebensbereichen fortzuführen. Unter der Leitung von Gustav Lehmann, dem Direktor der Kunstwart-Hausrat-Gesellschaft, versammelte sie ein breites Spektrum an Protagonisten, u. a. den völkischen Schriftsteller Bruno Tanzmann, den Ingenieur Emil Ferchland und den Lehrer Curt Thomas.
In einer späteren Phase ab 1924 setzte sich Lüdecke dann intensiv mit der Projektierung von Wohnhaustypen für Siedler auseinander. Diese Typen waren bestimmt von Typisierung und industriellen Bauweisen. Lüdecke verfolgte dabei zwei Stränge: Einerseits setzt er sich mit dem Neuen Bauen auseinander, andererseits mit großer Selbstverständlichkeit aber auch mit der Weiterentwicklung traditionalistischer Bauformen. Diese Parallelität von Moderne und Reform im Œuvre eines Architekten war zu dieser Zeit durchaus üblich. Das radikal moderne „Kopfarbeiterhaus“ und das „Handarbeiterhaus“ mit Heimatschutz-Motivik mögen Antipoden darstellen, für Lüdecke stellten sie beide gleichberechtigte Ansätze auf der Suche nach einer Erneuerung des Wohnens und Zusammenlebens dar, einer Lebensreform.
Theoretisch untermauerte Lüdecke die lebensreformerischen Aspekte seine Hellerauer Projekte durch deren Publikation in Schomerus’ Zeitschrift Der Siedler.
Insbesondere Lüdeckes Absicht, seine modernen Typenhäuser aus der Ausstellung „Siedlung und Wohnen“ von 1925 in Hellerau zu realisieren, stieß bei der Gartenstadt Hellerau G.m.b.H. auf Ablehnung. Trotz Empfehlung der Bauberatung des Landesvereins Sächsischer Heimatschutz, einen Bereich der Gartenstadt für eine einheitliche Bebauung in moderner Bauform auszuweisen, hielt man doktrinär an der traditionalistischen Bauweise fest. So sind die tatsächlich von Lüdecke in Hellerau realisierten Projekte auch allesamt traditionalistisch geprägt. Seine Bauten changieren allesamt in der Rezeption und Neuinterpretation von Goethes Gartenhaus in Weimar, wie sie auch von Tessenow und anderen Architekten in Hellerau zu dieser Zeit ausgeführt wurden.

### Wiederaufbau im östlichen Erzgebirge
In der Nacht vom 8. auf den 9. Juli 1927 wurde das östliche Erzgebirge von einer Unwetterkatastrophe bislang ungekannten Ausmaßes heimgesucht. Heftige Gewitter und massive Wolkenbrüche entluden ungefähr 9 Millionen Kubikmeter Wasser auf dem unbewaldeten Kamm des Gebirges im Bereich zwischen Sattelberg (Špičák) und Mückentürmchen (Komáří hůrka), dem Quellgebiet von Gottleuba und Müglitz. Gewaltige Flutwellen strömten durch die engen, dicht besiedelten Täler beider Flüsse und ihrer Nebenarme. Straßen, Eisenbahntrassen, Brücken und unzählige Häuser fielen den unaufhaltsamen Wassermassen zum Opfer. Insgesamt erlitten 256 Häuser Schäden, während 196 vollständig zerstört wurden. Zahlreiche Menschen kamen ums Leben, viele weitere verloren ihr Zuhause.
Um eine stabile und nachhaltige Koordination sicherzustellen, setzte das sächsische Gesamtministerium Ministerpräsident Max Heldt Staatskommissar für die Beseitigung der Hochwasserschäden im östlichen Erzgebirge ein. Der Freistaat Sachsen gewährte für die kurzfristigen und langfristigen Wiederaufbauarbeiten umfangreiche Entschädigungen und Darlehen. Diese finanzielle Unterstützung war jedoch daran gebunden, dass private Bauherren ihre Neubauten an die spezifischen städtebaulichen und landschaftlichen Gegebenheiten anpassten. Die Beauftragung von Privatarchitekten musste im Einvernehmen mit dem Staatskommissar erfolgen.
Am schwersten betroffen von der Katastrophe waren die Kurorte Berggießhübel und Bad Gottleuba im Gottleubatal sowie Glashütte im Müglitztal. In Berggießhübel erfuhr das Stadtbild eine tiefgreifende Veränderung. Sämtliche Häuser am Ufer der Gottleuba wurden entweder von den Fluten zerstört oder so schwer beschädigt, dass sie abgerissen werden mussten. Zwölf Gebäude stürzten ein, dreißig schwer beschädigte Häuser konnten jedoch gerettet werden. 
Im August 1927 wurde der Döbelner Architekt Werner Retzlaff von der Stadt Berggießhübel in Zusammenarbeit mit den Ministerien und dem Staatskommissar mit der Gesamtleitung der Wiederaufbaumaßnahmen betraut. Aus heute nicht mehr nachvollziehbaren Gründen erhielt Lüdecke den Auftrag, eine Vielzahl von Stadthäusern, einschließlich der Inneneinrichtung, wieder aufzubauen, vor allem auf der westlichen Seite der heutigen Giesensteiner Straße. Wegen des erheblichen Arbeitsumfangs und der engen Zeitpläne richtete er für zwei Jahre ein eigenes Büro vor Ort ein. Lüdeckes bedeutende Leistung bestand darin, die Bauherren zur Einhaltung einheitlicher Gestaltungsprinzipien zu bewegen, während er gleichzeitig für eine individuelle Gestaltung jedes Hauses sorgte. Durch die Variation von Kubatur, Fensterformaten und Fassadendetails entstand ein vielfältiges, aber harmonisches Stadtbild.
Im Zentrum von Berggießhübel entstanden neben den von Lüdecke rekonstruierten Gebäuden auch Bauwerke nach den Plänen von Werner Retzlaff. Basierend auf seinen Entwürfen wurde außerdem eine östliche Siedlungserweiterung am Fuß des Kaffeebergs realisiert, um kurzfristig Wohnraum für die obdachlos gewordenen Bürger bereitzustellen. Bereits im Sommer 1928 waren die ersten Wohnungen der „Hochwassersiedlung“ bezugsfertig, und bis Februar 1929 konnten elf Zweifamilienhäuser fertiggestellt und direkt bezogen werden.

## Realisierte Bauten

### Realisiert / Selbständigkeit in Hellerau 1919–32
- 1919: Haus am Südhang, Erfurt.
- 1919: Umbau der Chemischen Werke, Dresden.
- 1919–23: Fabrikgebäude und Wohnhäuser für die Lackfabrik Wilhelm Süring, Dohnaer Str. 111, Dresden-Reick.
- 1920/21: Haus Lüdecke, Brunnenweg 18, einschließlich Mobiliar, Hellerau.
- 1921: Haus Du Chesne, Brunnenweg 20, Hellerau.
- 1921: Haus Gaumnitz, Brunnenweg 40, Hellerau.
- 1922: Raum der Porzellanindustrie, Jahresschau Deutscher Arbeit, Dresden.[7]
- 1922: Doppelhaus, Vorerlenweg, Rähnitz.
- 1922: Doppelhaus, Moritzburger Weg 2/2A, Hellerau.
- 1923/24: Doppelhaus Bochnik-Weisse, Moritzburger Weg 12/14, Hellerau.
- 1923/24: Wohnhäuser, Brunnenweg 2 und 32, Hellerau.
- 1923/24: Dreihäusergruppe, Friedersdorfer Weg 23/25, Hoher Weg 30, Hellerau.
- 1924: Neubau Oberlausitzer Zuckerfabrik, Löbau, Görlitzer Str. 2/4.[8]
- 1924: Rathaus Rähnitz-Hellerau, Ludwig-Kossuth-Str. 61, Dresden-Hellerau, abgerissen für Neubau, Gartenpavillon erhalten, hervorgegangen aus Wettbewerb, 3. Preis, (1. Preis: Rudolf Kolbe und Paul Löffler), laut Zeitschrift Der Baumeister. dat. 1928.
- 1924: Haus Solveig, Bauherr: Schriftsteller Hansgerhard Weiss, Holzhaus für die DeWe (Deutsche Werkstätten Hellerau), Moritzburger Weg 46, Hellerau.
- 1925: Wohnhaus mit Stall, Friedersdorfer Weg 20, Hellerau.
- 1925: Ausstellungshäuser auf der Jahresschau Deutscher Arbeit „Wohnung und Siedlung“, Dresden, Mitarbeiterin für die Planung des Innenausbaus: Gertrud Lincke[9].
  - gem.-Haus, inkl. Mobiliar.
  - L-Stein-Haus (Kopfarbeiterhaus), inkl. Mobiliar.[10]
  - Ambi-Haus, inkl. Mobiliar.
- 1925: Raumgestaltung von drei Hallen für Industrie und Gewerbe, „Helferinnen bei der Wohnungsausstattung“, Jahresschau Deutscher Arbeit „Wohnung und Siedlung“, Dresden, Zusammenarbeit mit Arch. Christoph.[11]
- 1925: Haus Schubert, Weltestraße 24, Dresden-Kemnitz.[12]
- 1925: Zweifamilienhaus, Zwiesel.
- 1926: Badewirtschaft Prinz-Hermann-Bad, Lausa (Weixdorf).
- 1926: Siedlungsreihenhaus, Vorerlenweg, Rähnitz.
- 1926: Siedlerhäuser, Am Wasserturm 2 und 6, Hellerau.
- 1926: Wohnhausgruppe, Urnenfeldweg 2 / Am Festspielhaus 1, 3, 5, Hellerau.
- 1927: Haus Curt Thomas, An den Teichwiesen 3, Hellerau.
- 1927: Wohnhaus, An den Teichwiesen 5a, Hellerau.
- 1927: Siedlerhaus, Brunnenweg 6, Hellerau.
- 1927: Haus Gerlach, Hoher Weg 10, Hellerau.
- 1927: Doppelwohnhäuser, Moritzburger Weg 36/38 und 66/68, Hellerau.
- 1927: Wiederaufbauprojekte Berggießhübel:
  - Wohnhaus Peukert mit Postagentur, Giesensteiner Str. 2, Fertigstellung 1928.
  - Haus Fröde, Wohnhaus mit Laden und Nebengebäude, inkl. Mobiliar, Giesensteiner Str. 6.
  - Haus Börner, inkl. Mobiliar, Giesensteiner Str. 7.
  - Wohn- und Geschäftshäuser Porstein/Kaiser, inkl. Mobiliar, Giesensteiner Str. 9 und 10.
  - Haus Schubert/Benath, inkl. Mobiliar, Giesensteiner Str. 11 und 12.
  - Wohnhausanbau Sägewerk Haensel, Poetenweg 5.
- 1927: Wiederaufbauprojekt Wohnhaus, Pestalozzistraße 16, Dohna, durch Sanierung leider baukünstlerisch entstellt.
- 1927: Zweifamilienwohnhaus, Hauptstraße 127, Langenhennersdorf.
- 1927/28: Wohnhaus, Am Biedersberg 1, Hellerau.
- 1928: Musterhaus, Reichsbund-Schwerbeschädigten-Siedlung, Dresden-Coschütz, zwischen Achtenbeeteweg, Niederhäslicher Weg und Ölsaer Weg.[13]
- 1929: Bebauungsplan, Erfurt-Vieselbach.
- 1930: Reihenhaus, hervorgegangen aus Wettbewerbsprojekt, Dresden-Nord.
- 1930: Haus Südbelichtung, inkl. Mobiliar, Internationale Hygieneausstellung, Dresden.
- 1931: Vierfamilienreihenhaus für Kriegsgeschädigte und Kinderreiche, Berggießhübel.
- 1931: Vierfamilienreihenhaus für Lungenkranke und Kinderreiche, Berggießhübel.
- 1931: Gartenhaus, Rähnitz.
- 1931: Gestaltung für Raum 8 (Wohn-, Ess- und Musikzimmer mit Gymnastiknische), Jahresausstellung des Sächsischen Kunstvereins, „Das Kunstwerk Im Raum“, Juni–Oktober, Brühlsche Terrasse, Mobiliar von Otto Schubert (Werkstätten für Wohnungskunst), Bilder im Raum von Otto Griebel u. a.

### Realisiert / Selbständigkeit in Erfurt 1932–52
- ca. 1934: Wohnhäuser, Deubach.
- 1935: Haus Claarenbeek, Heideweg 28, Dresden-Hellerau.
- 1937: Wohnhausgruppe Kiefernweg 3, 5 und 7, Dresden-Rähnitz.
- 1937: Stammarbeiterhaus, inklusive Mobiliar, Dresdner Jahresschau „Garten u. Heim“, Dresden, realisiert für das Gauheimstättenamt Sachsen der Deutschen Arbeitsfront.
- 1937: Umspannstelle, Elektrizitätswerke Erfurt.
- 1937: Stadtsiedlung mit Arbeiterheimstätten, Dresden-Kaditz, Mitarbeit.
- 1938/40: Einfamilienhäuser für kinderreiche Familien, Erfurt-Peterbornsiedlung.
- 1938/40: Stammarbeitersiedlung für Teppichfabrik Poser, Triptis, Realisierung von zwei Doppelhäusern: Nordsiedlung 2/4, 6/8.
- 1939: Wohnhäuser, Wandersleben.
- 1939: DAF-Siedlung, Suhl.
- 1941: Schweinemästerei, Gräfenroda.
- 1941: Tierkörperverwertungsanstalten, Bad Langensalza und Worbis.
- 1941: Erweiterungsplanung für Otto-Eberhard-Gartenstadt, Weimar-Schöndorf, Mitarbeit.
- 1946–1948: Bauernhäuser in Lehmstampfbauweise, Gangloffsömmern und Weißensee, als Mitarbeiter im Planungsverband der Hochschule für Baukunst und bildende Künste in Weimar.

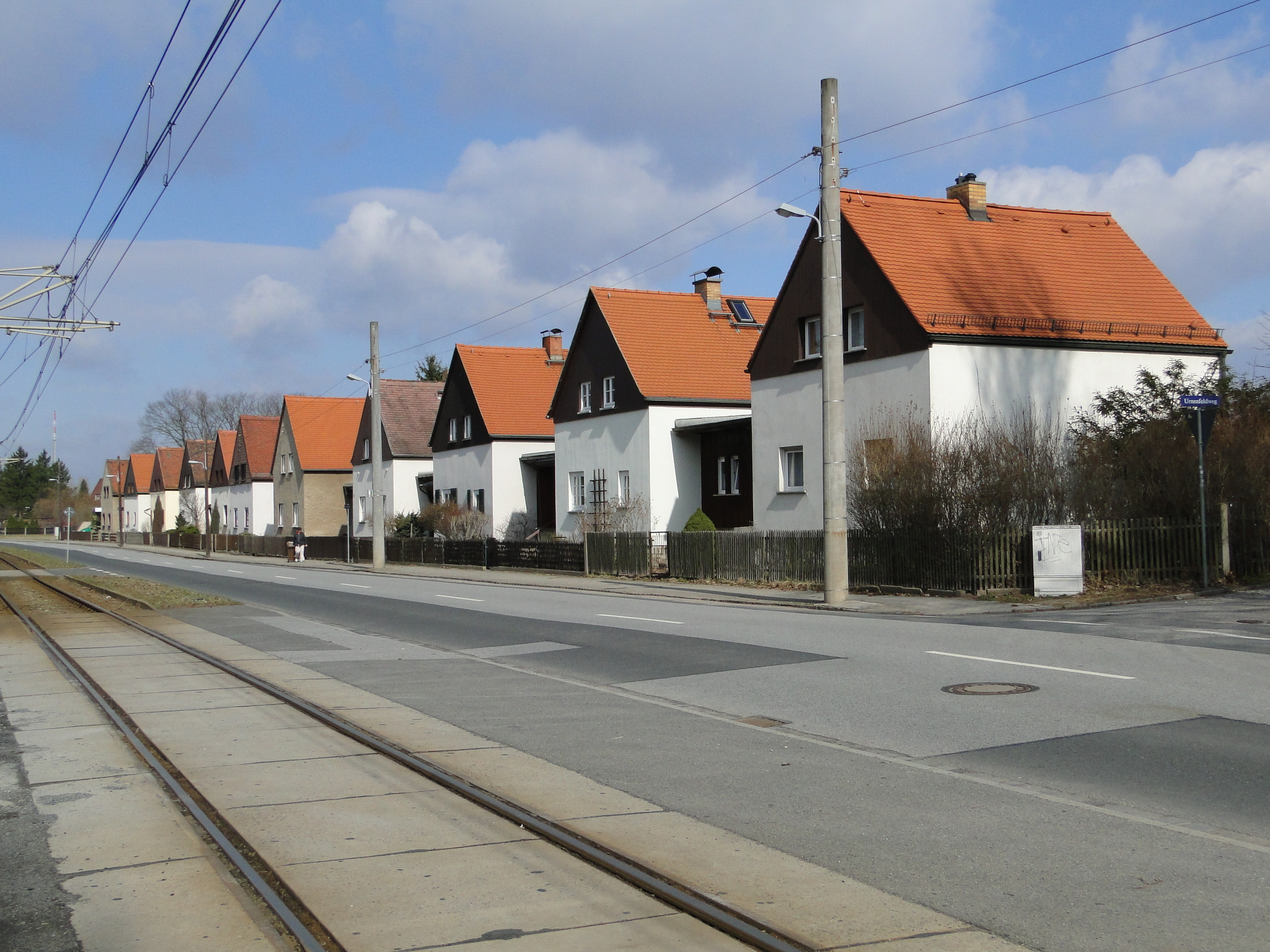
1922, Reihenhausgruppe aus elf Einfamilienhäusern, genannt D-Zug, Hellerau, Moritzburger Weg 19-39

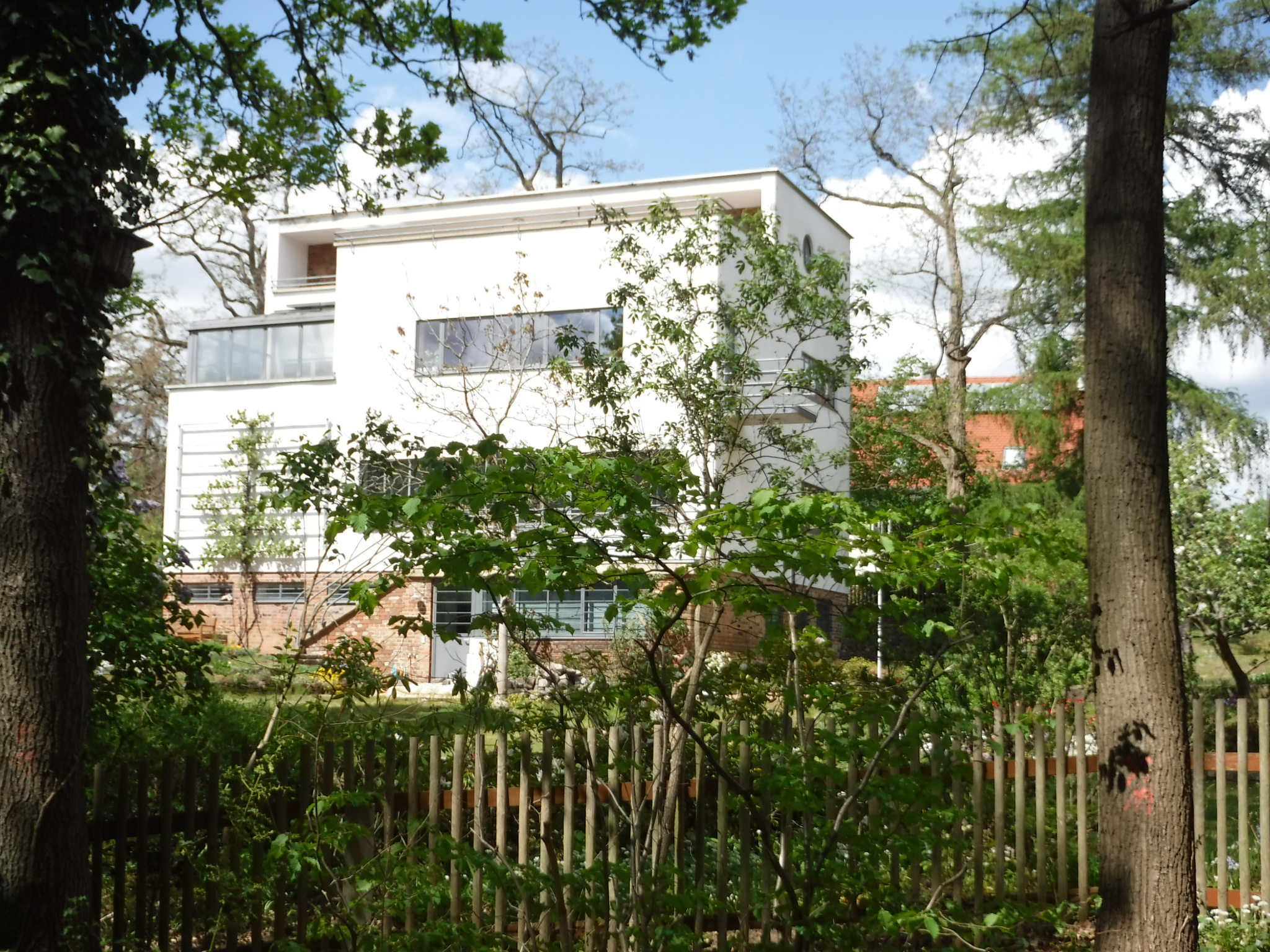
1929–30, Haus Chrambach, Hellerau, Hoher Weg.

### Bauleitung
- 1922: Reihenhausanlage der Baugenossenschaft Hellerau, genannt „D-Zug“, Moritzburger Weg 19–39, Architekt: Heinrich Tessenow.
- 1929–30: Haus Chrambach, Hoher Weg 11, Hellerau, Architekt: Hans Walter Reitz.

## Unrealisierte Projekte

### Nicht realisiert / Studienzeit und Kriegsdienst 1911–18
- 1911: Institutsgebäude für die Deutsche Forschungsgesellschaft für Textilindustrie, Dresden, Wettbewerb, 1. Preis.
- 1911: Ausstellungshalle für die Künstlervereinigung, in westlicher Verlängerung der Sempergalerie, Theaterplatz, Dresden, Wettbewerb.
- 1913: Inneneinrichtung eines Hapag-Dampfers, Bearbeitung in Anstellung bei Hermann Muthesius.
- 1913/14: Stadthalle, Erfurt, Wettbewerb.
- „im Unterstand zu Papier gebracht“ (im Schützengraben):[14]
  - 1915: Entwurf für ein Landhaus des Herrn B.
  - 1915: Haus an der Elbe.
  - 1916: „Haus auf der Höhe“.
  - 1917: „Atelierhaus“ für einen Bildhauer.
  - 1918: „Haus am Kirschberg“.
  - 1918: Entwurf für eine Gärtnerei.

### Nicht realisiert / Selbständigkeit in Hellerau 1919–32
- 1919: Zentraler Arbeitsnachweis, Dresden, Wettbewerb, prämiert.
- 1919: Entwurf zu einem Volkstheater, Dresden, Wettbewerb.
- 1919: Jugendheim Hellerau, Am Gondler.
- 1919: Volkshochschule auf dem Heller, Hellerau, Konzeption des pädagogischen Konzepts durch Bruno Tanzmann.[15]
- ca. 1919: Turnhalle für die Gemeinde Hellerau.
- ca. 1919: An- und Umbauten für die Brotfabrik Klopfer, Dresden.
- 1920: Ortskrankenkasse Lützen, Leuna, Wettbewerb, Ankauf, Kennwort: „soso!“.
- 1922: Siedlungshaus, Erfurt-Peterborn.
- 1923: Siedlung, Dresden-Neustadt/Nordwest, Wettbewerb, 3. Preis.
- 1923: Volkshochschule, Auf den Hellerhöhen bei Dresden, Schulhaus mit Stadion, Amphitheater, Speisehaus, Bad und Wohnheimen, Wettbewerb.
- 1923: Gemeindeamtshaus, Seifhennersdorf, Wettbewerb, 2. Preis, weitere Preise: Theo Burlage mit Wilhelm Jost (1. Preis, Realisierung des Neubaus nach diesem Entwurf), Richard Schiffner (2. Preis), Ankäufe: Bruno Paul, Paul Löffler, Hans Heinrich Grotjahn.[16]
- 1924: Wohnhaussiedlung Sebnitz-Hainersdorf mit ca. 200 kleinen Wohnhäusern, Badeanstalt und kulturellem Gemeinschaftsbau, von der Stadtgemeinde unter Mitwirkung des Sächsischen Heimatschutzes ausgeschrieben, ca. 200 kleine Wohnhäuser, 1. Preis, weitere Preise: Kurt Bärbig, Dresden (2. Preis), Hans Richter, Dresden (2. Preis), Tamm & Grobe, Zwickau (Ankauf)[17], Realisierung von Wohnhäusern am südlichen Gutsweg nach der Entwurfsfassung von Kurt Bärbig.[18]
- 1924: Gemeindeamt Niederoderwitz (bei Görlitz).
- 1924: Laube und Gartenanlage für den Fabrikanten Süring, Dresden-Reick.
- 1924: Haus Manowski, Hellerau.
- 1924: Bauwelt-Wettbewerb „Neugestaltung von Haus und Wohnung“, 1. Preis, Kennwort: „Handarbeit und Industriearbeit“.
- 1924: „Industrialisation“, USA, Wettbewerb.
- 1924: Siedlung Pfarrland, Zehlendorf (Brandenburg), Skizzen.
- 1924: Freilandsiedlung Gildenhall, Neuruppin, Skizzen.
- 1924: Münsterplatz, Ulm, Wettbewerb.
- ca. 1924: Möbelentwürfe für die Deutschen Werkstätten, Hellerau.
- ca. 1924: Haus des Sächsischen Gemeinde-Beamtenbundes, Dresden, Wettbewerb.
- 1925: Jugendherberge, Oderberg, Wettbewerb.
- 1925: Siedlung, Gruppen von Deuka-Häusern und Doppelhäusern, beim Moritzburger Weg, Hellerau.
- 1925: Landhaus, Woodcliff, USA.
- 1925: Haus Puppe, Hellerau.
- 1925: Autoverkaufshalle, Dresden-Blasewitz.
- 1925: Laubenhaus, Gräfenroda.
- 1925: Wasserturm, Rähnitz, Wettbewerb.
- 1925: Turnhalle Ottendorf-Okrilla, unter Berücksichtigung eines späteren Baus einer Zentralschule, Ankauf (1. Preis: Paul Löffler, Dresden, 2. Preis: Eugen Schwemmle, Hellerau, 3. Preis: Kurt Bärbig).[19]
- 1925: Neubau Gemeindeamt Oybin, Wettbewerb, Teilnahme mit zwei Beiträgen, 3. Platz und Ankauf (1. Preis: Alfred Roth, 2. Preis: Richard Schiffner aus Zittau, 2. Preis: Kurt Bärbig).[20]
- 1925–26: Vereinshaus des Dresdner Lehrervereins, Dresden, Wettbewerb (weitere Teilnehmer: Walter Gropius, Kurt Bärbig, Emil Högg, Ludwig Wirth).[21][22]
- 1926: Sechsfamilienhaus, Plauen.
- 1926: Gartenstadt, Quedlinburg, Wettbewerb, lobende Erwähnung.
- 1926: Vierfamilienhaus, Breiter Weg, Hellerau
- 1926: Haus Berger, Hellerau.
- 1927: Bebauungsplan, Dresden-Seidnitz.
- 1927: Wohnhaus für zwei Familien, Hellerau.
- 1927: Feuerlöschgerätehaus mit Badeanstalt, Treuen, Wettbewerb.
- 1927: Schule, Rodewisch, Wettbewerb, Teilnahme mit zwei Beiträgen.
- 1927: Vierfamilienwohnhaus, Bad Gottleuba.
- ca. 1927: Haus Stephan, Berlin-Wannsee.
- 1928: Bahnhofsvorplatz, Riesa, Wettbewerb.
- 1928: Allgemeine Ortskrankenkasse, Bad Gottleuba.
- 1928: Feuerwehrgerätehaus mit Wohnungen, Schulweg (heute: Heinrich-Tessenow-Weg), Hellerau, Wettbewerb, 2. Preis (1. Preis: Fritz Steudtner).
- 1928: RFG-Siedlung, Berlin-Haselshorst, Wettbewerb.
- ca. 1928: Kaufhaus, Dresden, Kesselsdorfer / Löbtauer / Lübecker Straße, Wettbewerb.
- 1928/30: Kleinstwohnungen in Einfamilien-Reihenhaus, RFG-Forschung.
- 1929: Rathaus, Um- und Anbau an bestehendes Gebäude von 1880, Berggießhübel.
- 1929: Marktplatz, Hellerau.
- 1929: Preiswettbewerb für städtische Wohnungsbauten, veranstaltet vom Bund Deutscher Architekten, Kreisverband Dresden, 2. Preis.[23]
- ca. 1929: Regulierungsplan der Altstadt, Teplitz-Schönau, Wettbewerb.
- 1929/31: Acht Baustellen für Kinderreiche, Baugenossenschaft Sachsenland, Rähnitz.
- 1929/30: Volksfreibadeanlage, Planitz (Sachsen), Wettbewerb, 3. Preis.[24]
- 1930: Baugenossenschaft „Janus“, Schilden- und Pestalozzistraße, Radebeul.
- 1930: Seeschwimmbad, Neugestaltung des Badeviertels „Bavoide“ und „Firule“ und Neubau eines Badehauses, Split, Kroatien, Wettbewerb.
- 1930: Waldspielplatz des MTW Erfurt.
- 1930: Musterjugendherberge.
- 1930: Dreigeschossiges Wohnhaus, Boxdorf.
- 1930: Siedlung für die Baugenossenschaft Janus, Radebeul, Wettbewerb.
- 1931: Saalumbau dlu, Dresden, Wettbewerb.
- 1931: „Das wachsende Haus“, Ausstellungs- und Messebauamt Berlin, Hauptinitiator: Stadtbaurat Martin Wagner, insgesamt 1079 Beiträge, Wettbewerb.
- 1931: Nebenerwerbssiedlung, Pesterwitz.
- 1931: Arbeitslosen-Siedlung, o. O.[25]

### Nicht realisiert / Selbständigkeit in Erfurt 1932–52
- 1932: Reihenhaussiedlung, o. O.[26]
- 1932: „Das wachsende Haus“, Sachsen-Anhalt, Wettbewerb.
- 1932: Vorstädtische Kleinsiedlung, Wettbewerb unter 82 sächsischen freischaffenden Architekten, initiiert vom Sächsischen Arbeits- und Wohlfahrtsministerium, 1. Preis; weitere Preisträger: Alfred Bischoff (Leipzig), Karl Moritz (Dresden).[27][28]
- 1933: Schule, Bautzen, Wettbewerb.
- 1933: Denkmal der Gefallenen, Erfurt, Wettbewerb, zusammen mit Karl Lüdecke und Hans Walther, 3. Preis.[29]
- ca. 1933: Entwürfe für Ehrenmale in Erfurt-Cyriaksburg, Erfurt-Michael und Pirna.
- 1933/34: Heimathaus, Triberg, Wettbewerb.
- 1934: Einfamilienhaus, Hochheim.
- 1934: Haus Zebunke, Auf der Leutenburg.
- 1934: Haus der Arbeit, Berlin, Wettbewerb.
- ca. 1934: Amtsgericht, Augustusburg, Wettbewerb.
- 1935: Hauptbibliothek der Universität Frankfurt/Main, Wettbewerb.
- 1935: Friedrich-Stadttheater, Dessau, Wettbewerb, Ankauf.
- 1935: Adolf-Hitler-Platz, Dresden, Wettbewerb.
- 1936: Wohnhaus für kinderreiche Familie, Welschleben.
- 1936: Landarbeiterhäuser, Heeselicht (Hohnstein, Sächs. Schweiz).
- 1936: Sparkassen- und Verwaltungsgebäude, München, Wettbewerb.
- 1936: Haus Sander, Hainsberg.
- 1936: Krematorium, Döbeln, Wettbewerb.
- 1936/37: Siedlungs-Doppelhaus, Wandersleben.
- 1937: Kreismuseum, Wettbewerb, 2. Preis.
- 1937: Waldarbeitergehöfte, Menz, Wettbewerb.
- 1937: Forstsiedlung, Leutenberg, Wettbewerb.
- 1937: Forstmeistergehöft, Wettenbostel/Uelzen, Wettbewerb.
- 1937: Revierförstergehöft, Lanskerofen, Wettbewerb.
- 1937: Siedlerschule, Ichtershausen.
- 1937: Reichsautobahn Hamburg, Auffahrt Sieverkingallee, Wettbewerb.
- 1937: Hochschulstadt Berlin, Wettbewerb.
- 1937: Fabrikgebäude der Thuringia-Brauerei, Mühlhausen, Wettbewerb, 3. Preis.
- 1937: Verwaltungsforum, Frankfurt/Oder, Wettbewerb.
- 1937: Kleinsiedlung, Reichsinnungsverband des Baugewerkes, Wettbewerb, 6. Preis.[30]
- 1937: Wettbewerb für bodenständige Arbeiterwohnstätten in Niedersachsen, Stadtschaft der Provinz Hannover; Haustyp für Gebiet Göttingen, 1 Preis; Haustyp für Gebiet Harz 2. Preis.[31]
- ca. 1937: Siedlungshäuser, Oldenburg, Wettbewerb.
- 1937–39: Entwürfe für HJ-Heime in Gebesee, Gschwenda, Bad Gottleuba, Erfurt-Peterborn und Nordhausen.
- 1937/41: Teilbebauungsplan Marktplatz, Hellerau.
- 1938: Forstsiedlung, Bad Lauterberg, Wettbewerb.
- 1938: Bauerngehöft, Emsland, Wettbewerb.
- 1938, Schlossplatz, Koblenz, Wettbewerb.
- 1938: Knaben- und Mädchenschule, Meiningen, Wettbewerb.
- 1938: Haus Eberling, Erfurt.
- 1938: Gedenkstätte Schmölln, Wettbewerb, 1. Ankauf, Zusammenarbeit mit Gartengestalter Kurt Walter Steinig (Gräfentonna) und Bildhauer Werner Hartmann (Erfurt).[32]
- 1939: Haus Poser, Triptis.
- 1939: Haus des Kurgastes, Bad Wildbad, Wettbewerb.
- 1939: Forstmeistergehöft, Domain-Stübnitz, Wettbewerb.
- 1939/40: Rathaus, Bromberg, Wettbewerb, Teilnahme mit 2 Beiträgen, Ankauf.[33]
- 1939/40: Kreishaus der NSDAP, Bromberg, Wettbewerb.
- 1940: Wartburg-Sportanlage, Eisenach, Wettbewerb, Ankauf.
- 1940: Fußgängerbrücke über die Gera, Gräfenroda.
- 1940: Eigenheime, Dürrberg.
- 1940: Volkswohnungen, Gräfenroda.
- 1940/41: Ortserweiterungen, Wanderleben und Ichtershausen-Rudisleben.
- 1940/41: Siedlung für die Kaliwerke, Bleicherode.
- 1940/41: Rathaus, Thorn (heute: Torun), Wettbewerb.
- 1941: Wohnbauten, Gispersleben.
- 1941: Umbau Rathaus, Gschwenda.
- 1941: Doppelschule, Ichtershausen-Rudisleben.
- 1941: Gemeindeschänken, Wandersleben und Frankenhain.
- 1941: Tierkörper-Verwertungsanstalt, Behringen/Arnstadt.
- 1941: Innenausstattung Rathaus sowie Bad und Sportplatz, Gräfenroda.
- 1941: Kleinsiedlung für den Gau Thüringen, Wettbewerb.
- 1942: Feuerwehrgerätehaus, Weißensee (Thüringen).
- 1942: Werkswohnungen, Fa. Müller&Herzog, Worbis.
- 1942: Hofscheune, A. Bärenklau, Glettstedt.
- 1942: Ortserweiterung, Gschwenda.
- 1942: NSV-Kindergarten, Bad Langensalza.
- 1942: Gasthaus „Zum Mohren“, Bad Langensalza.
- 1943: Planung zur Beseitigung von Fliegerschäden an Gehöften, Illeben.
- 1943: Bebauungsplanung, Beuren.
- 1943: Friedhof, Gräfenroda.
- 1943: Erweiterung der Werkzeugfabrik B. Will, Weidebrunn-Schmalkalden.
- 1943: Großstadt-Fluchthäuschen.
- 1944: Behelfsheime für das Deutsche Wohnungshilfswerk, Triptis und Gräfenroda.
- 1944: Ehrenfriedhof, Weißensee.
- 1944: Friedhof, Ellrich.
- 1944: Angergestaltung mit Ehrenmal, Breitenholz.
- 1944: Holzhaus Lüdecke (als Behelfsheim-Doppelhaus).
- 1945: Holzhaus Lohfeld, Erfurt.
- 1945: Doppelbehelfsheim, Erfurt-Hochheim.
- 1946: Bauernhäuser in Lehmstampfbauweise, Ganglöffsömmern.
- 1946: „Siedlungen für 2, 6 und 15 ha Landbesitz“, Wettbewerb.
- 1946: Das Siedlungshaus im Mitteldeutschen Raum.
- 1946: Wiederaufbau der Innenstadt, Chemnitz.
- 1946/47: Neubauerngehöfte, Webicht.
- 1947: Postplatz, Erfurt, Wettbewerb.
- 1947: „Berlin plant“, Berlin, Wettbewerb.
- 1947: Kleinwohnungs-Siedlung für Neubürger, Erfurt.
- 1947: Krankenhaus, Apolda, Wettbewerb.
- 1947: Schul- und Lehrhof der SED, Buttelstedt, inkl. Mobiliar.
- 1947: Gutsaufteilungen, Ganglöffsommern und Nieder Topfstedt.
- 1947: Neubauerngehöfte, Oberweimar.
- 1947: Gutsaufteilung und Umbaumaßnahmen für Neubauerngehöfte, Heichelheim.
- 1947: Gutshaus, Heichelheim.
- 1947: Notwohnungen im Vierlingstyp.
- 1947: Innenausstattung eines Meisterraumes für die Fa. S. u. H. AG.
- 1947/48: Bodenreform-Aufteilung und Umbaumaßnahmen für Neubauerngehöfte, Ober Topfstedt und Stedten.
- 1947/48: Umbaumaßnahmen für Neubauerngehöfte, Markvippach
- 1948: Neubauerngehöfte, Melchendorf.
- 1948: Neubauernsiedlung, Ganglöffsommern.
- 1948: Messeamt, Leipzig, Wettbewerb.
- 1948: Domplatz, Fulda, Wettbewerb.
- 1948: Schule, Arten, Wettbewerb, Teilnahme mit insgesamt 3 Beiträgen.
- 1949: Haus Kompe, Bischleben.
- 1949: OdF-Mahnmal, Oranienburg, Wettbewerb, Teilnahme mit insgesamt 3 Beiträgen.
- 1949: Bahnhof, Erfurt.
- 1949: Innenstand Jena, Wettbewerb.
- 1949: Wiederaufbau der Innenstadt, Magdeburg, Wettbewerb.
- 1949: Kulturzentrum, Gispersleben, Wettbewerb.
- 1949: Westfriedhof Leipzig, Wettbewerb.
- 1950: Ernst-Thälmann-Denkmal, Berlin, Wettbewerb.
- 1950: Studie zum Personenbahnhof, Erfurt.
- 1950: Messelände Leipzig, Wettbewerb.
- 1950: Regierungsviertel, Erfurt, Wettbewerb.
- 1950: Wiederaufbau der Innenstadt, Dresden, Wettbewerb.
- ca. 1950: Sportgelände am Großen Garten, Dresden.
- 1950: „Wohnungsbau 1951“, Ministerium für Aufbau, Forschung.
- 1951: „Wohnungsbau 1952“, Deutsche Bauakademie, Forschung, Wettbewerb.
- 1951: Stalinallee, Berlin, Wettbewerb.

### Nicht realisiert / Tätigkeit in Wismar 1952–60
- 1952: Gesellschaftliches Zentrum des Stahl- und Walzwerkes, Brandenburg (Havel), Wettbewerb.
- 1952: Zentraler Platz, Stalinstadt, Wettbewerb.
- 1955: Wohnhaus, Kassebohm.
- 1956: Magistrale, Hoyerswerda, Wettbewerb.
- 1957: Ländliches Typendoppelhaus.
- 1958/59: Zentrum Berlin, Wettbewerb.
- 1959: Laubenganghaus, Rostock, Wettbewerb.
- 1959: Haus der Sozialistischen Kultur, Dresden, Wettbewerb.
- 1959: Zentraler Platz, Karl-Marx-Stadt, Wettbewerb.
- 1959/60: Wohngebiet Lütten-Klein, Rostock, Wettbewerb.
- 1960: Thälmann-Platz, Halle/Saale, Wettbewerb.

## Ausstellungsbeteiligungen
- 1919: Kunstausstellung Dresden.[34]
- 1920: Kunstausstellung Dresden.[35]
- 1920: Ausstellung Kunstgenossenschaft Dresden.[36]
- 1921: Kunstausstellung Dresden.[37]
- 1928: Ausstellung Kunstgenossenschaft Dresden, Künstlerhaus Grunaerstraße.[38]
- 1929: Ausstellung Kunstgenossenschaft Dresden.[39]
- 1931: Ausstellung Kunstgenossenschaft Dresden.[40]
- 1931: Sächsischer Kunstverein.[41]
- 1936: Kunstausstellung Dresden, Städtische Kunsthalle Lennéstraße, Beteiligung mit Zeichnung „Russen am Dnepr“.[42]

## Schriften
- Skizzen und Entwürfe von G. Lüdecke, Hellerau. In: Moderne Bauformen. Jahrgang 1919, S. 78–89.
- Wohnhausbauten in Bruchsteinmauerwerk. In: Moderne Bauformen. 10. Jahrgang, 1921, S. 183–187.
- Eine Dreihäusergruppe. In: Die Volkswohnung. Zeitschrift für Wohnungsbau und Siedlungswesen. 4. Jahrgang, 10. November 1922, Heft 21, S. 288–290.
- Ein ländliches Einfamilienhaus mit Strohdach. In: Die Volkswohnung. Zeitschrift für Wohnungsbau und Siedlungswesen. 3. Jahrgang, 10. Oktober 1921, Heft 19, S. 259–262.
- Ein Wohnhaus in Bruchstein. In: Der Neubau. Halbmonatsschrift für Baukunst, Heft 19, 10. Oktober 1924, Heft 19, S. 227–229.
- Industriebauform – Wohnhausbauforum. In: Bauwelt. Heft 13, 1925, S. 305ff.; Heft 33, 1925, S. 780.
- Ein Siedlungshaus in Rähnitz-Hellerau bei Dresden. Von Architekt B.D.A. G. Lüdecke. In: Ostdeutsche Bau-Zeitung. 25. Jahrgang, 30. Juli 1927, Nr. 60, S. 373–374.
- Besonnung der Wohnung. In: Dresdner Volks-Zeitung. Nr. 189, 15. August 1929, S. 5.
- Südbelichtung der Wohnräume im Einfamilienhaus. In: Die Baugilde. Nr. 12, 1930, S. 1480–1485.
- Erwerbslose als Siedler. In: Dresdner Volks-Zeitung. Nr. 52, 3. März 1931, S. 5.